# 雕黃楊木西園雅集筆筒
雕黃楊木西園雅集筆筒是清代早期的筆筒，為木竹漆器，使用黃楊木製作。長22.3公分，寬17.8公分，高18.5公分。
這個雕刻筆筒以黃楊木為材料，按照木材的自然紋理，重現了米芾的《西園雅集圖記》中，蘇軾、黃庭堅、李公麟及米芾等十五位北宋著名文士在駙馬王詵的西園文會場景。
此作品巧妙地運用材料，使整個空間層次分明、錯落有致；生動地雕刻了溪水、綠蔭、山石等自然景致；細緻地刻畫了文士們談天說地、觀畫揮毫的怡然情態。
這種雕刻把後世所嚮往的文人聚會場景，從文字描述轉化為立體的藝術作品，在模仿自然景觀的同時，展現了人與自然之間完美的融合。
現藏于國立故宫博物院。